# Eventos del ratón
Un evento del ratón es una acción realizada por el usuario de una interfaz de usuario utilizando el ratón de computadora (mouse). La interpretación de estas acciones mediante software desarrollado para ello, permite ejecutar una  función asociada a dicha acción.
Algunos ejemplos de eventos de ratón son:
- mouse over: se produce cuando el cursor o puntero del ratón se encuentra por encima de una determinada zona.
- mouse out: se produce cuando el cursor abandona una determinada zona.
- mouse clicked: se produce cuando se pulsa un botón del ratón.
- mouse double-clicked: se produce cuando se pulsa dos veces en un intervalo pequeño de tiempo un mismo botón del ratón.

La programación de los eventos del mouse se lleva a cabo mediante llamadas a rutinas específicas que se ejecutan cuando se produce una acción. Además, la acción que se llevará a cabo será diferente dependiendo de en qué parte de la pantalla se sitúe este, por ejemplo, si se pulsa el botón izquierdo y el puntero está en una parte externa a una aplicación, no ocurrirá nada, pero si por el contrario, en puntero se encuentra sobre un área que contiene un botón, al pulsar sobre el ratón se deberá ejecutar la rutina asociada a ese botón.